# 좋은 국가 지수

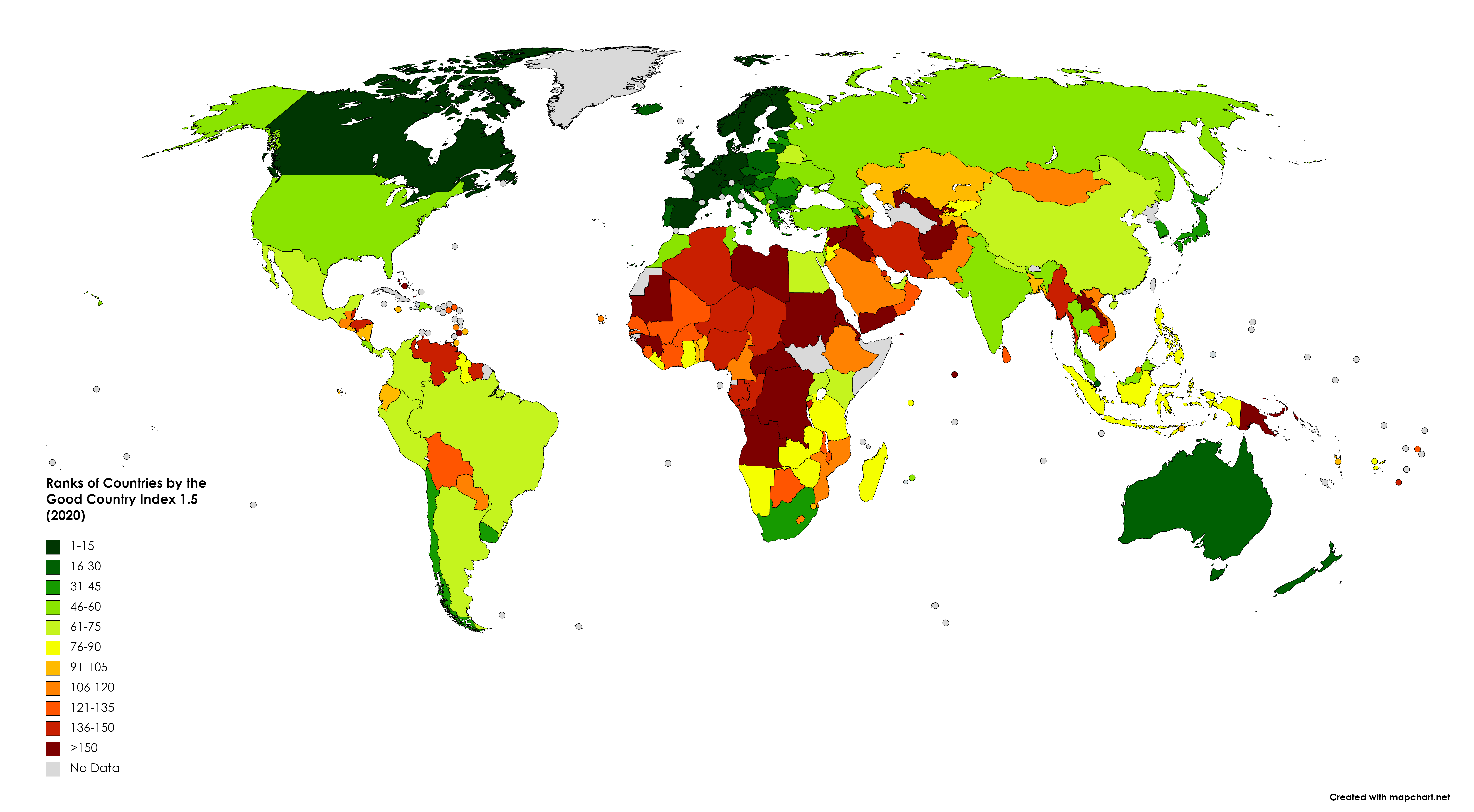
나라별 좋은 국가 지수 1.5 (2020년)

좋은 국가 지수(Good Country Index)는 국가 정책과 행동을 통해 목록에 나열된 163개국이 지구에, 인류에 어떻게 기여하고 있는지를 측정한 것이다.

## 상위 50개국 순위 (버전 1.9)
| 2022년 순위 | 국가                  |
| ----------- | --------------------- |
| 1           | 스웨덴                |
| 2           | 덴마크                |
| 3           | 독일                  |
| 4           | 네덜란드              |
| 5           | 핀란드                |
| 6           | 캐나다                |
| 7           | 벨기에                |
| 8           | 아일랜드              |
| 9           | 프랑스                |
| 10          | 오스트리아            |
| 11          | 노르웨이              |
| 12          | 룩셈부르크            |
| 13          | 스페인                |
| 14          | 영국                  |
| 15          | 스위스                |
| 16          | 키프로스              |
| 17          | 슬로베니아            |
| 18          | 오스트레일리아        |
| 19          | 뉴질랜드              |
| 20          | 아이슬란드            |
| 21          | 불가리아              |
| 22          | 에스토니아            |
| 23          | 헝가리                |
| 24          | 이탈리아              |
| 25          | 싱가포르              |
| 26          | 리투아니아            |
| 27          | 폴란드                |
| 28          | 체코                  |
| 29          | 포르투갈              |
| 30          | 크로아티아            |
| 31          | 몰타                  |
| 32          | 슬로바키아            |
| 33          | 칠레                  |
| 34          | 일본                  |
| 35          | 라트비아              |
| 36          | 그리스                |
| 37          | 대한민국              |
| 38          | 세르비아              |
| 39          | 북마케도니아          |
| 40          | 몰도바                |
| 41          | 루마니아              |
| 42          | 몬테네그로            |
| 43          | 아르메니아            |
| 44          | 코스타리카            |
| 45          | 우루과이              |
| 46          | 미국                  |
| 47          | 인도                  |
| 48          | 말레이시아            |
| 49          | 남아프리카 공화국     |
| 50          | 보스니아 헤르체고비나 |

## 2018년 상위 10개국 순위 (버전 1.3)
| 2018년 순위 | 국가     |
| ----------- | -------- |
| 01.         | 핀란드   |
| 02.         | 네덜란드 |
| 03.         | 아일랜드 |
| 04.         | 스웨덴   |
| 05.         | 독일     |
| 06.         | 덴마크   |
| 07.         | 스위스   |
| 08.         | 노르웨이 |
| 09.         | 프랑스   |
| 10.         | 영국     |

## 같이 보기
- 세계화
- 지속 가능한 발전
- 세계행복보고서